# توماس مایر
توماس مایر (انگلیسی: Tomas Maier؛ آوریل ۱۹۵۷ – ) طراح مد و مدیر نوآوری اهل آلمان است.